# Holorusia castanea
Holorusia castanea är en tvåvingeart som först beskrevs av Pierre Justin Marie Macquart 1838.
Holorusia castanea ingår i släktet Holorusia och familjen storharkrankar. Inga underarter finns listade i Catalogue of Life.